# Liste der Kulturdenkmale in Kronsgaard
In der Liste der Kulturdenkmale in Kronsgaard sind alle Kulturdenkmale der schleswig-holsteinischen Gemeinde Kronsgaard (Kreis Schleswig-Flensburg) und ihrer Ortsteile aufgelistet (Stand: 10. März 2025).

## Legende
In den Spalten befinden sich folgende Informationen:
- Objekt-ID: die Nummer des Kulturdenkmales
- Lage: die Adresse des Kulturdenkmales und die geographischen Koordinaten. Kartenansicht, um Koordinaten zu setzen. In der Kartenansicht sind Kulturdenkmale ohne Koordinaten mit einem roten Marker dargestellt und können in der Karte gesetzt werden. Kulturdenkmale ohne Bild sind mit einem blauen Marker gekennzeichnet, Kulturdenkmale mit Bild mit einem grünen Marker.
- Offizielle Bezeichnung: Bezeichnung des Kulturdenkmales
- Beschreibung: die Beschreibung des Kulturdenkmales
- Bild: ein Bild des Kulturdenkmales

## Bauliche Anlagen
| Objekt-ID     | Lage                                    | Offizielle Bezeichnung            | Beschreibung | Bild                             |
| ------------- | --------------------------------------- | --------------------------------- | --- | -------------------------------- |
| 459 Wikidata  | Düttebüll (54° 44′ 51″ N, 9° 57′ 49″ O) | Gut Düttebüll: Herrenhaus         | Gut Düttebüll wurde im Jahr 1554 als Adelssitz angelegt. Das Herrenhaus wurde 1785 erheblich umgebaut. Neben dem Herrenhaus sind Wirtschaftsgebäude, eine Brücke und eine Lindenallee erhalten. Es ist komplett von einem Wassergraben umgeben. Alteintragung (Aktualisierung vorgesehen) - Begründung: Alteintragung (Aktualisierung vorgesehen) - Schutzumfang: Alteintragung (Aktualisierung vorgesehen) - Denkmaltyp: Bauliche Anlage | weitere Fotos \| Fotos hochladen |
| 8782 Wikidata | Düttebüll (54° 44′ 51″ N, 9° 57′ 49″ O) | Gut Düttebüll: Wirtschaftsgebäude | Alteintragung (Aktualisierung vorgesehen) - Begründung: Alteintragung (Aktualisierung vorgesehen) - Schutzumfang: Alteintragung (Aktualisierung vorgesehen) - Denkmaltyp: Bauliche Anlage | weitere Fotos \| Fotos hochladen |
| 1388 Wikidata | Düttebüll (54° 44′ 52″ N, 9° 57′ 45″ O) | Gut Düttebüll: Brücke             | Alteintragung (Aktualisierung vorgesehen) - Begründung: Alteintragung (Aktualisierung vorgesehen) - Schutzumfang: Alteintragung (Aktualisierung vorgesehen) - Denkmaltyp: Bauliche Anlage | weitere Fotos \| Fotos hochladen |

## Gründenkmale
| Objekt-ID     | Lage                                    | Offizielle Bezeichnung                      | Beschreibung | Bild |
| ------------- | --------------------------------------- | ------------------------------------------- | --- | ---- |
| 8783 Wikidata | Düttebüll (54° 44′ 58″ N, 9° 57′ 45″ O) | Gut Düttebüll: Zufahrtsallee K 111 (Linden) | Alteintragung (Aktualisierung vorgesehen) - Begründung: geschichtlich, Kulturlandschaft prägend - Schutzumfang: gesamtes Objekt - Denkmaltyp: Gründenkmal | BW   |

## Quelle
- Liste der Kulturdenkmale in Schleswig-Holstein – Kreis Schleswig-Flensburg

- Karte mit allen Koordinaten:
- OSM |
- WikiMap